# Casa do Gaiato
A Obra da Rua, ou Obra do Padre Américo MHM, mais conhecida como Casa do Gaiato, é uma instituição particular de solidariedade social com sede em Paço de Sousa (Penafiel), fundada pelo Padre Américo (Américo Monteiro de Aguiar) em 1940, e que tem como objectivo acolher, educar e integrar na sociedade crianças e jovens que, por qualquer motivo, se viram privados de meio familiar normal.
O Padre Américo idealizou a obra da rua em São Pedro de Alva, onde fundou a primeira casa do gaiato, inicialmente chamada de Casa da Colónia.
A Obra organiza-se em casas onde acolhe rapazes desde a mais tenra infância até cerca dos 25 anos. A população média de cada casa é de 150 rapazes.
A 15 de Janeiro de 1998 foi feita Membro-Honorário da Ordem do Mérito.
O lema de Padre Américo era "Não existem rapazes maus".

## Os princípios e pedagogia da Obra da Rua
1. Regime de autogoverno:
Obra de rapazes, para rapazes, pelos rapazes;
Os chefes são eleitos pela comunidade.
2. Liberdade e espontaneidade:
"Ninguém espere fazer homens de rapazes domados";
"Porta sempre aberta".
3. Responsabilidade:
"Em nossas casas todos e cada um tem a sua responsabilidade".
4. Virtudes humanas:
Solidariedade, generosidade, camaradagem, amor ao próximo;
"Os mais velhos cuidam dos mais novos".
5. Vida familiar:
"Não somos asilo, nem reformatório, nem colónia penal;
Não há nem nunca houve fardas ou uniformes;
"A família é o modelo da Obra".
6. Ligação à natureza.
7. Formação religiosa.

## Casas
A Obra tem casas em:
- Miranda do Corvo (Coimbra), fundada em 1940;
- Paço de Sousa (Porto), fundada em 1943;
- Loures - Santo Antão do Tojal (Lisboa), fundada em 1948 - sob o encargo da Diocese de Lisboa, actualmente não pertence à Obra da Rua, mantendo apenas o nome como lembrança da instituição que lhe deu origem;
- Beire (Paredes), fundada em 1955;
- Setúbal, fundada em 1956.

Tem igualmente casas em Angola (Benguela, fundada em 1962 e Malange, fundada em 1963) e Moçambique (Maputo, fundada em 1965)